# Ixodes kashimiricus
Ixodes kashimiricus este o specie de căpușe din genul Ixodes, familia Ixodidae, descrisă de Pomerantsev în anul 1948. Conform Catalogue of Life specia Ixodes kashimiricus nu are subspecii cunoscute.